# Université de Harderwijk
L'université de Harderwijk est le nom d'une ancienne université des Provinces-Unies. Elle fut fondée à Harderwijk en 1648 et fermée en 1811.
L'université de Harderwijk avait, en raison de son faible niveau, mauvaise réputation, mais ses frais d’inscription réduits attiraient néanmoins de nombreux étudiants, surtout dans les cycles supérieurs. Comme il était relativement simple d’y obtenir son doctorat, beaucoup d’étudiants, y compris étrangers, la fréquentaient, car peu de villes européennes délivraient de diplôme de médecin, et les Pays-Bas avaient la réputation de produire de très bons médecins. Linné, par exemple, dont le pays de délivrait pas encore de doctorats à l’époque, n’y a passé qu’une semaine, dont la majeure partie s’est passée à imprimer sa thèse. En juillet 1693, Herman Boerhaave s’y était rendu pour obtenir le grade de docteur en médecine, avec une thèse intitulée De l’utilité de l’examen des excréments comme signe de la maladie. En 1751, Paul Bosc d'Antic, protestant français qui à cause de sa religion ne pouvait pas acquérir un degré en médecine en France, l'a obtenu à Harderwijk. 
L'usage s’était établi parmi les étudiants aisés de faire ses études à l’université de Leyde, tandis que les plus pauvres devaient se contenter d’Harderwijk, où les disciplines enseignées étaient la théologie, le droit, la médecine et les arts libéraux. Lors de la période franco-batave, un décret de Napoléon de 1811 ferma Harderwijk en même temps que Franeker et Utrecht. Le roi Guillaume tenta plus tard, sans succès, de rétablir l’université. Aujourd’hui encore aux Pays-Bas, dire d’une personne qu’« elle sort de l’université de Harderwijk » signifie que ses connaissances scientifiques sont discutables.

## Professeurs célèbres
- Georgius Hornius, aussi Georg Horn (1620-1670), écrivain protestant allemand, professeur d'histoire, de géographie et de sciences politiques, et recteur de l'université de Harderwijk (1652-1653) ;
- Bernard Nieuhoff (1747-1831), homme politique néerlandais ;
- Cornelis Willem de Rhoer (1751-1821), historien et juriste néerlandais ;
- Henricus Sypkens (1736-1812), pasteur, professeur d'histoire et de théologie, homme politique néerlandais.

## Étudiants célèbres
- Jakob Roggeveen, explorateur hollandais (1690)
- Herman Boerhaave, botaniste, médecin et humaniste hollandais (1693)
- Carl von Linné, naturaliste suédois (1735)
- Hendrik Daniël van Hoorn, révolutionnaire néerlandais (1756)
- Hermann Wilhelm Daendels, révolutionnaire néerlandais et général de Napoléon (1783)
- Corneille Rodolphe Théodore Krayenhoff, révolutionnaire néerlandais (1784)
- Anthony Christiaan Winand Staring, poète hollandais (1787)
- Caspar Georg Carl Reinwardt, naturaliste hollandais (1801)